# Zabok
Zabok är en stad och kommun i Kroatien. Kommunen Zabok har 9 365 invånare (2001) och ligger i Krapina-Zagorjes län i centrala Kroatien.

## Historia
1335 nämns staden Zabok för första gången i ett dokument utfärdat av den kroatisk-ungerske kungen Karl I. Enligt detta dokument förlänades staden, på inrådan av den slavonske banen Mikac, till Petar, Nuzlins son. Nuzlins arvtagare antog efternamnet de Zabok och staden dominerades därefter av familjen under kommande århundraden. På 1400-talet antog familjemedlemmarna efternamnet Zaboky de Zabok.
1782 lät Sigismund Vojković-Vojkffy påbörja uppförandet av en kyrka i Zabok som stod klar 1805. I samband med avskaffandet av feodalismen tilläts tidigare livegna bönder att bosätta sig där de önskade. De flesta bosatte sig längs vägen som förbinder Gredice och Bračak men Zaboks nya centrum utvecklades kring kyrkan.